# 洛天依
洛天依（ルォ・テンイ、LUO TIANYI）は、ビープラッツの中国の販売会社、上海禾念信息科技有限公司から発売されている音声合成・デスクトップミュージック（DTM）用のボーカル音源ソフトウェア、およびそのキャラクターである。エンジンはVOCALOID 3を使用している。キャラクターデザインは中国国内から一般公募し1700枚の内から選ばれた。イラストはideoloが手掛けている。声優は山新が担当している。
2017年12月30日には、VOCALOID4に対応した「洛天依 V4」が発売された。「萌」と「凝」の2種類のライブラリが搭載されている。2018年5月21日には日本語版が発売されたが、そちらの声優は山新に加え、一部を鹿乃が担当している。
2023年2月13日には、VOCALOID5に対応した「洛天依 V5」が発売された。「萌（Normal）」と「凝（Power）」に加え、新たに「婉（Nature）」が追加されている。また、システムにAIを組み込んだ新合成音声システム「ACE Studio」「X Studio」を用いた「洛天依AI」の発売も予定されている。

## 歴史
2011年11月20日に、Vocaloid™ China Projectが開始され、画像収集活動がスタート。
2012年1月17日、MOTH（瑁侍）が描いた“雅音宮羽”を受賞作品として発表。
2017年6月12日、日本のサウンドライブラリーで歌われた3曲がVsinger Live 2017でリリース。
2018年4月16日、日本語の公式ニュースが発表。
2018年5月21日、日本語版が発売。
2019年2月23日、上海のメルセデスベンツ文化センターで開催された「洛天依とランランホログラフィックコンサート」で、洛天依とピアノマスターのランランが初めて協力。 洛天依でクラシック音楽をたくさん演奏する。